# Thomas Galdames
Thomas Ignacio Galdames Millán (* 20. November 1998 in Santiago) ist ein chilenischer Fußballspieler. Der linke Außenverteidiger ist seit Juni 2024 chilenischer Nationalspieler.

## Karriere

### Verein
Thomas Galdames begann seine Karriere wie sein Vater und seine Geschwister bei Unión Española. Dort schaffte der Abwehrspieler 2016 den Sprung in den Profikader, kam aber bis 2018 insgesamt nur zu einem Pokaleinsatz. Ab 2020 war Galdames Stammspieler bei den Hispanos und absolvierte 25 Ligasaisonspiele. Im Januar 2023 wechselte er zum argentinischen Klub CD Godoy Cruz. Im Juli 2024 ging er nach Europa zum russischen Klub Krylja Sowetow Samara.

### Nationalmannschaft
Thomas Galdames wurde von Bernardo Redín für die U-23 für das Qualifikationsturnier zu den Olympischen Spielen 2020 nominiert, kam dort allerdings nicht zum Einsatz. Chile scheiterte in der Qualifikation. Für die A-Nationalmannschaft wurde er im März 2024 für zwei Freundschaftsspiele nominiert, debütierte aber erst bei der Copa América 2024 gegen Kanada. Anschließend spielte er in der Qualifikation zur Weltmeisterschaft 2026 drei Partien.

## Sonstiges
Thomas Galdames ist der Sohn von Nationalspieler Pablo Galdames und Bruder der Profifußballspieler Pablo und Benjamín Galdames.